# 天逆鉾

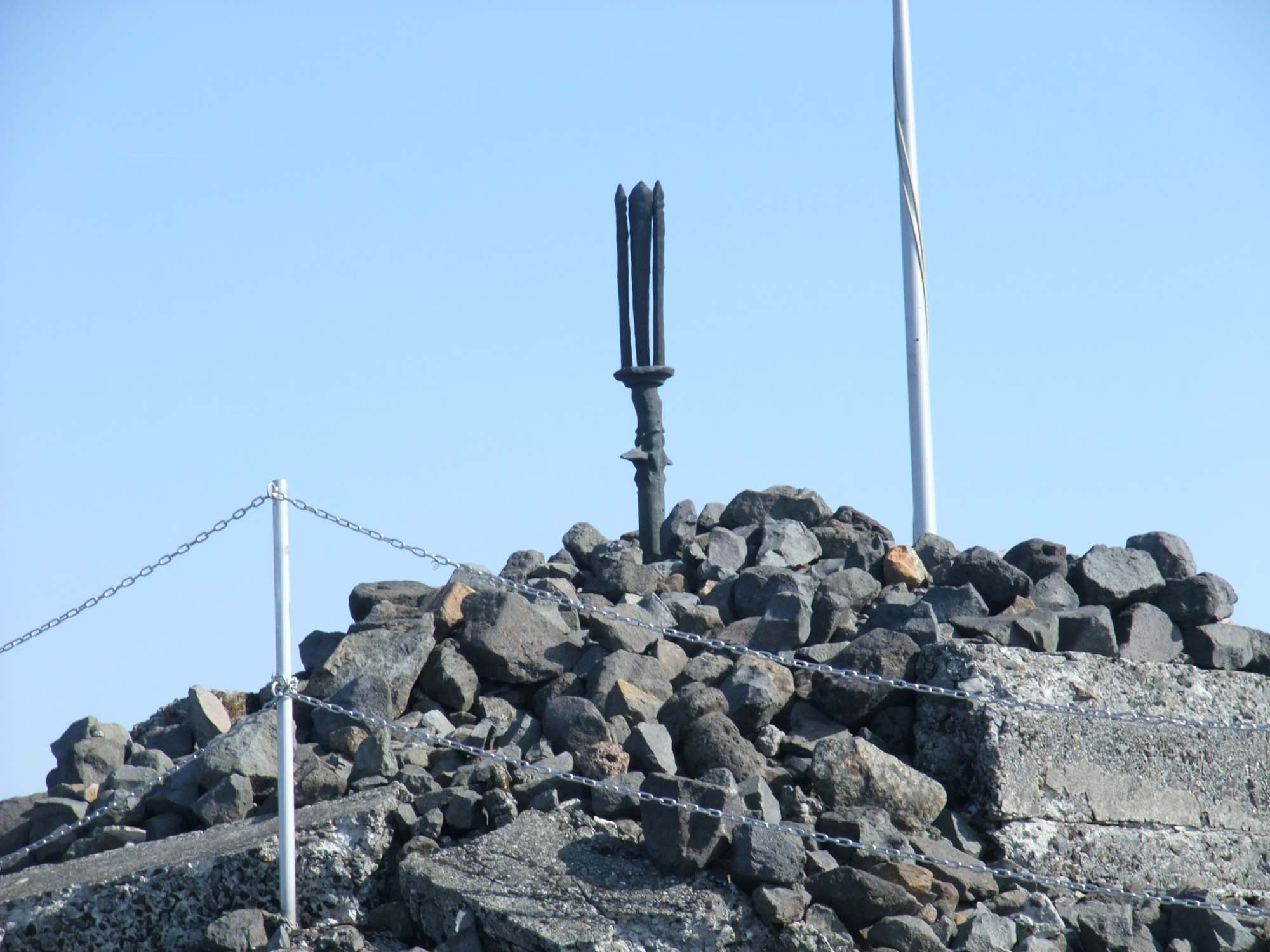
高千穂峰山頂部に突き立つ天逆鉾

天逆鉾（あめのさかほこ、あまのさかほこ）は、日本の中世神話に登場する矛である。一般的に記紀に登場する天沼矛の別名とされているが、その位置付けや性質は異なっている。中世神話上では、金剛宝杵（こんごうほうしょ）、天魔反戈（あまのまがえしのほこ）ともいう。宮崎県・鹿児島県境の高千穂峰山頂部（宮崎県西諸県郡高原町）に突き立てられているものが有名である。

## 諸説の変遷
元来、記紀神話では、漂っていた大地を完成させる使命を持った伊邪那岐（イザナギ）と伊邪那美（イザナミ）の夫婦神が天沼矛を渾沌とした大地に突き立てかき回し、矛を引き抜くと、切っ先から滴った雫（あるいは塩）がオノゴロ島となったとされていた（国産み）。 
しかし中世に到り仏教の影響のもと、この神話には様々な解釈が生み出され、天沼矛の性質も変容していく。
修験道の神道書『大和葛城宝山記』では、天沼矛を天地開闢の際に発生した霊物であり大梵天王を化生したとし、独鈷杵と見なされ魔を打ち返す働きを持つとして別名を天魔反戈というとされている。更に天孫降臨した邇邇芸命（『日本書紀』では瓊瓊杵尊）を瓊（宝石）で飾られた杵（金剛杵）の神と解し、「杵」を武器に地上平定する天杵尊、別名杵独王とした。
一方で両部神道の神道書『天地麗気府録』ではオノゴロ島に立てられた金剛杵であるとされ、これらの影響を受けた『仙宮院秘文』では皇孫尊は天沼矛を神宝として天下ったとされた。このため天沼矛＝天逆鉾は地上にあると考えられるようになった。

## 所在
天逆鉾の所在については『大和葛城宝山記』では天魔反戈は内宮滝祭宮にあるとされている。伊勢神道（度会神道）の神道書『神皇実録』ではサルタヒコの宮処の璽（しるし）とされており、『倭姫命世記』では天照大神が天から天逆鉾を伊勢に投げ下ろしたとし内宮御酒殿に保管されているとした。いずれも、伊勢神宮に保管されていると説く。なお、北畠親房は『神皇正統記』の中でオノゴロ島である宝山にあると結論づけている。

### 高千穂の天逆鉾
高千穂峰の天逆鉾に関する最古の記録は橘三喜の『一宮巡詣記』で、延宝3年（1675年）9月24日に「御逆鉾」などの名所を観光したとある。古来、天逆鉾を詳しく調べようとした者はいなかったが、坂本龍馬が妻のお龍と高千穂峰を訪れた際、何を思ったか引き抜いて見せたというエピソードがある。このエピソードは龍馬自身が手紙で姉に伝えており、手紙も桂浜の龍馬記念館に現存している。なお、この天逆鉾はのちに火山の噴火で折れてしまい、現在残っているものはレプリカである。オリジナルの柄の部分は地中に残っており、刃の部分は回収され、島津家に献上され、近くの荒武神社（都城市吉之元町）に奉納されたが、その後も様々な人手を転々と渡って現在は行方不明となっている。
兵庫県高砂市の生石神社では境内の石の宝殿を、天逆鉾、鹽竈神社の塩竈とともに「日本三奇」と称している。